# 1924 en Australie
Chronologie de l'Australie
- 1920
- 1921
- 1922
- 1923
- 1924
- 1925
- 1926
- 1927
- 1928

Cette page concerne les évènements survenus en 1924 en Australie :

## Évènements
- 1er janvier : L'Australian Automobile Association (en) est créée pour faire pression en faveur d'un financement fédéral des routes et d'un code de la route national.
- 26 janvier : 3AR (en), la première station de radiodiffusion du Victoria, commence à émettre.
- 29 janvier : Assassinat d'Albert Whitford (en), membre de l'Assemblée législative du Queensland.
- 30 janvier : La première réunion du Cabinet se tient à Canberra. Les ministres se réunissent et logent à Yarralumla House, qui deviendra plus tard la résidence du gouverneur général.
- 12 avril : Le HMAS Australia, le plus puissant navire de guerre de l'Empire britannique, se saborde au large de Sydney Heads (en).
- 28 avril : Au Parlement de Victoria, la coalition entre le parti nationaliste et le parti campagnard se brise. Le Premier ministre Harry Lawson (en) se retire et Alexander Peacock prête serment en tant que Premier ministre.
- 12 mai : La loi de 1924 sur les élections parlementaires (candidates) reçoit la sanction royale, ce qui permet aux femmes de se présenter aux élections législatives dans l'État de Victoria.
- 26 juin : Des élections générales sont organisées dans l'État de Victoria.
- 18 juillet : Après les élections dans l'État de Victoria, le Country Party accepte de soutenir un gouvernement travailliste minoritaire et George Prendergast (en) prête serment en tant que Premier ministre de l'État de Victoria.
- 10 octobre : Le Commonwealth Electoral Act 1918 (en) est promulgué, rendant obligatoire le vote aux élections fédérales (les prochaines élections fédérales auront lieu le 14 novembre 1925).
- 13 octobre : Le train inaugural Better Farming Train (en) entame une tournée dans le Gippsland, dans l'État de Victoria.
- 18 novembre : Le Country Party résout ses différends avec le Nationalist Party et vote en faveur de la défaite du Premier ministre George Prendergast à l'Assemblée législative du Victoria. Le leader du Country Party, John Allan, le remplace au poste de Premier ministre de l'État de Victoria.

## Arts et littérature

### Littérature
- 1924 en littérature australienne (en)

## Sport
- Création du Mosman Golf Club (en).
- Participation de l'Australie aux Jeux olympiques d'été de 1924
- 19-30 janvier : Championnat de tennis d'Australasie 1924
  - Simples dames - Double dames - Double mixte
- 29 juillet : La saison 1924 de la New South Wales Rugby League s'achève par la victoire de Balmain sur South Sydney en finale.

## Naissance
- David Beattie, magistrat et homme d’État.
- Eric D'Arcy (en), religieux.
- Catherine Hamlin, obstétricienne et gynécologue.
- Elizabeth McKinnon, sprinteuse.
- Raymond Specht (en), botaniste.

## Décès
- Anselm Bourke (en), religieux.
- John Ramsay (en), homme d'affaires.
- Stan Rowley, sprinteur.
- Henry George Smith (en), chimiste.